# 葉室季頼
葉室 季頼 （はむろ すえより）は、鎌倉時代中期の公卿。中納言・葉室資頼の長男。官位は従三位・非参議。法名は携覚。葉室家8代。

## 官歴
注釈のないものは『公卿補任』による
- 承久2年（1220年） 正月6日：叙爵（従五位下）
- 承久3年（1221年） 4月16日：備前守
- 寛喜2年（1230年） 正月24日：従五位上
- 寛喜3年（1231年） 4月29日：兵部大輔。10月30日：春宮権大進
- 貞永元年（1232年） 12月5日：正五位下
- 文暦2年（1235年） 8月12日：蔵人
- 嘉禎2年（1236年） 2月30日：左少弁。4月14日：兼左衛門権佐。12月19日：転権右中弁、従四位下
- 嘉禎3年（1237年） 正月24日：転右中弁。2月21日：修理右宮城使
- 暦仁元年（1238年） 閏2月27日：転左中弁。3月29日：従四位上。4月20日：転右大弁。7月20日：止大弁
- 仁治2年（1240年） 2月8日：正四位下
- 宝治2年（1248年） 10月29日：右大弁
- 建長2年（1250年） 正月13日：従三位、非参議、転左大弁
- 建長6年（1254年） 正月13日：罷左大弁
- 文永7年（1270年） 某日：出家（法名携覚）
- 永仁元年（1293年） 11月14日：薨去（享年81）[1]

## 系譜
- 父：葉室資頼
- 母：葉室光親の娘[1][2]
- 妻：藤原家時の娘[1][2]
  - 男子：葉室頼親（1236-1306）[1][2]
  - 女子：葉室資頼養女 - 花山院定雅室[1]
- 生母不明の子女
  - 男子：葉室頼雅[1]